# Ölands södra kontrakt
Ölands södra kontrakt var ett kontrakt av Växjö stift inom Svenska kyrkan i Kalmar län. Kontraktet upplöstes den 1 januari 2007 och de ingående församlingarna överfördes till Ölands kontrakt.
Kontraktskoden var 0617.

## Administrativ historik
Ölands södra kontrakt bildades efter reformationen som en uppdelning av ett äldre Ölands kontrakt och motsvarade då Ölands södra mot. 1652 utbröts en del av Ölands medelkontrakt
Kontraktet delades 1718 i Östra och Västra kontraktet, och återbildades 1844 (samt under en kort period 1744-1757).
1844 överfördes Sandby, Gårdby och Vickleby församlingar till medelkontraktet, Vickleby församling återkom från medelkontraktet 1934.
1962 tillfördes Torslunda, Glömminge, Algutsrum, Sandby, Gårdby, Norra Möckleby församlingar från upphörda Ölands medelkontrakt.
2002 motsvarade kontraktet Södra Ölands kyrkliga samfällighet och Mörbylånga kommun. Det bestod av fyra pastorat med nio församlingar efter sammanslagningar år 2002:
- Torslunda pastorat med Torslunda församling.
- Glömminge pastorat med Glömminge församling, Algutsrums församling och Norra Möckleby, Sandby och Gårdby församling.
- Mörbylånga pastorat med Mörbylånga-Kastlösa församling, Resmo församling, Vickleby församling, Hulterstad-Stenåsa församling.
- Sydölands pastorat med Sydölands församling.

Kontraktet tillhörde Kalmar stift från 1602 till 1915 då stiftet återgick i Växjö stift.

## Kontraktsprostar
- 1547-1564 Peter Larsson
- 1547-1563 Olof Olofsson
- 1555-1556 Birger Nilsson
- 1568-1622 Peter Simonsson
- 1622-1626 Henrik Andersson
- 1626-1649 Mats Jonasson
- 1650-1678 Magnus Berelius
- 1670-1688 Andreas Balchius
- 1688-1709 Gustaf Swebilius
- 1709.1711 Olof Roselius
- 1711-1715 Olof Ludenius
- Kontraktet därefter under en tid delat i Ölands västra och Ölands östra kontrakt.
- 1844 Johan Fredrik Rossander
- 1845-1847 Jöns Forssell
- 1847-1861 Erik Gustaf Brunnér
- 1861-1862 Johan Lundgren
- 1863-1874 Johan Fagerström
- 1874-1874 Johan Lagström
- 1878-1887 Johan Ljungqvist
- 1887-1890 Nils Gertzell
- 1891-1894 Johan Otho Medelius
- 1894-1896 Uno Hummerhielm
- 1897-1906 Johan Gertzén
- 1906-1914 Martin Lundgren
- 1914-1927 August Sterner
- 1927-1935 Carl Johan Berger
- 1935-1936 Axel von Schéele
- 1938-1970 Gillis Danielsson
- 1970-1987 Olov Olsson
- 1987-2001 Gunnar Hjulström
- 2001-2007 Leif Bengtsson
- Ölands södra och norra kontrakt slogs därefter samman till Ölands kontrakt